# Черномаз, Николай Спиридонович
Николай Спиридонович Черномаз (рум. Nicolae Cernomaz; 14 декабря 1949, с. Цыганка, Кантемирский район, Молдавская ССР, СССР — 6 апреля 2023) — молдавский государственный и политический деятель, дипломат. Чрезвычайный и полномочный посол. Кандидат исторических наук (1979).
Государственный министр Республики Молдова (1997—1999). Посол Республики Молдова в Венгрии, Словении, Хорватии и Чехии (1999—2000). Министр иностранных дел Республики Молдова (2000—2001). Посол Республики Молдова в Украине, Азербайджане и Грузии (2003—2005).

## Биография
Родился 14 декабря 1949 года в селе Цыганка Кантемирского района Молдавской ССР.

### Образование
В 1971 году окончил исторический факультет Кишинёвского государственного университета имени В. И. Ленина по специальности «преподаватель истории и социологии».
В 1979 году окончил аспирантуру Московского государственного университета имени М. В. Ломоносова. Кандидат исторических наук (1979). Защитил диссертацию на тему: Деятельность Коммунистической партии Молдавии по коммунистическому воспитанию молодёжи, 1966—1970 годах.
Владеет русским и французским языках.

### Трудовая деятельность
С 1971 по 1973 год проходил срочную службу в рядах Советской армии.
С 1973 по 1976 год — инструктор ЦК ЛКСММ.
С 1979 по 1981 год — преподаватель кафедры истории Кишинёвского государственного университета имени В. И. Ленина.
С 1981 по 1983 год — старший референт отдела культуры Совета министров Молдавской ССР.
С 1983 по 1990 год — заведующий кафедрой теории воспитания Государственного педагогического института имени Иона Крянге.
С 1990 по 1991 год — заместитель генерального директора Государственного департамента по вопросам туризма Молдавской ССР.
С 1991 по 1994 год — генеральный директор Национальной ассоциации по вопросам туризма «Молдова-тур».
С 1994 по 1997 год — генеральный директор Государственной компании «Молдова-тур».
С 24 января 1997 по 2 февраля 1999 год — государственный министр Республики Молдова, возглавлял в этом качестве аппарат Государственной канцелярии правительства. Руководил избирательной компанией кандидата в президенты Республики Молдова Петра Лучинского на выборах 1996 года; после победы на выборах Лучинский в благодарность назначил Черномаза на должность государственного министра в правительстве Иона Чубука.
С 28 января 1999 по 20 декабря 2000 год — чрезвычайный и полномочный посол Республики Молдова в Венгрии, Словении (с 2 февраля 1999), Хорватии (13 апреля 1999) и Чехии (с 9 сентября 2000) по совместительству, а также представитель Республики Молдова в Дунайской комиссии (с 7 апреля 1999).
С 22 ноября 2000 по 27 июля 2001 год — министр иностранных дел Республики Молдова. Был отправлен в отставку президентом Владимиром Ворониным всего через три месяца после повторного утверждения в качестве члена правительства нового премьера Василия Тарлева. После отставки снова занялся бизнесом.
30 марта 2001 года присвоен дипломатический ранг посла.
С 31 марта 2003 по 25 января 2005 год — чрезвычайный и полномочный посол Республики Молдова в Украине, Азербайджане (с 5 сентября 2003) и Грузии (с 24 июля 2003) по совместительству.
После отзыва с должности остался на Украине и продолжил там предпринимательскую деятельность.
Умер 6 апреля 2023 года.

## Награды
- Орден «Трудовая слава» (14 декабря 1999) — за долголетний труд в органах публичного управления и активное участие в общественной жизни страны[25]